# یوکی ساتو (بازیکن فوتبال)
یوکی ساتو (ژاپنی: 佐藤 悠希؛ زادهٔ ۱۳ فوریهٔ ۱۹۸۸) یک بازیکن فوتبال اهل ژاپن است.
از باشگاه‌هایی که در آن بازی کرده‌است می‌توان به باشگاه فوتبال ناگانو پارسیرو اشاره کرد.